# Białków (Środa Śląska)
Pour les articles homonymes, voir Białków.
Białków est une localité polonaise de la gmina de Miękinia, située dans le powiat de Środa Śląska en voïvodie de Basse-Silésie.